# Plutonium(IV)-fluorid
Plutonium(IV)-fluorid ist eine chemische Verbindung aus den Elementen Plutonium und Fluor. Es hat die Formel PuF4 und gehört zur Stoffklasse der Fluoride. Es unterliegt dem Atomwaffensperrvertrag.

## Darstellung
Plutonium(IV)-fluorid entsteht durch Umsetzung von Plutoniumdioxid (PuO2) oder Plutonium(III)-fluorid (PuF3) mit Fluorwasserstoff (HF) im O2-Strom bei 450 bis 600 °C. Der Sauerstoff hat hier den wesentlichen Zweck, eine Reduktion des Produkts durch geringe Mengen Wasserstoff zu vermeiden, die sich zumeist im HF-Gas befinden.
{\displaystyle {\ce {PuO2 + O2 + 4 HF -> PuF4 + O2 + 2 H2O}}}
{\displaystyle {\ce {4 PuF3 + O2 + 4 HF -> 4 PuF4 + 2 H2O}}}
Durch Laserbestrahlung von Plutoniumhexafluorid bei einer Wellenlänge unterhalb von 520 nm erfolgt eine Zersetzung zu Plutonium(V)-fluorid und Fluor; bestrahlt man weiter, so erhält man Plutonium(IV)-fluorid.

## Eigenschaften

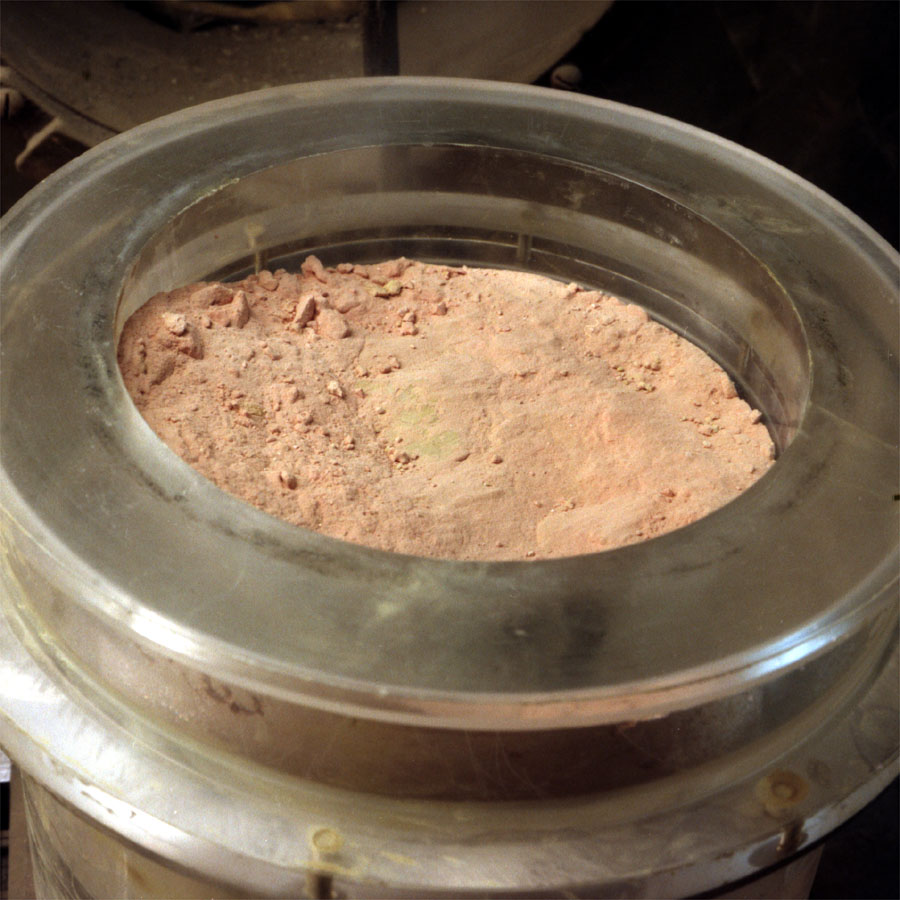
Plutonium(IV)-fluorid

Plutonium(IV)-fluorid ist ein rotbrauner kristalliner Feststoff, der bei 1037 °C schmilzt. Es kristallisiert im monoklinen Kristallsystem mit den Gitterparametern a = 1261 pm, b = 1057 pm, c = 827 pm und β = 126,16°.

## Sicherheitshinweise
Einstufungen nach der CLP-Verordnung liegen nicht vor, obwohl die chemische Giftigkeit bekannt ist. Wichtig sind die auf der Radioaktivität beruhenden Gefahren, sofern es sich um eine dafür relevante Stoffmenge handelt.